# Cellule des capsules frontières
La cellule des capsules frontières (en anglais boundary cap cell) est une cellule gliale particulière présente uniquement chez l'embryon. Elle forme de petites populations qui se localisent dans les racines des nerfs, le long du tube neural : ces groupements (ou clusters) sont appelés capsule frontière. Les cellules des capsules frontières sont notamment impliquées dans le développement et le maintien de la frontière entre le système nerveux central et le système nerveux périphérique. Elles participent également à la mise en place de certaines autres populations de cellules de la périphérie, puisqu'elles migrent peu à peu des racines et se différencient, notamment en cellule de Schwann, pour disparaitre totalement des racines quelques jours après la naissance.

## Origine
Les cellules des capsules frontières dérivent de la crête neurale. Elles migrent dorso-ventralement pour se positionner au niveau des entrées et des sorties des axones le long du tube neural. Elles se mettent en place peu après la sortie des axones des motoneurones et l'entrée des axones des neurones sensoriels.

## Évolution
On retrouve cette population de cellules chez différentes espèces, depuis les amphibiens jusqu'à l'homme. Elles ont notamment été très étudiées chez la souris.

## Fonction
Deux fonctions des cellules des capsules frontières sont connues. Tout d'abord elles assurent un maintien des corps des motoneurones dans le tube neural. En effet, lors de leur ablation chez la souris, les corps des motoneurones sortent du tube neural et migrent dans le système nerveux périphérique proche avant de dégénérer. Par contre, cette ablation n'entraine aucune modification des points d'entrée ou de sortie des axones sensoriels ou moteurs, ce qui exclut un rôle dans leur localisation. De plus, il a été montré qu'elle ne se mettent en place qu'une fois les axones présents à l'interface.
La deuxième fonction de ces cellules est de migrer de la zone frontière vers les racines des nerfs et de se différencier en cellules de Schwann. Elles migrent même plus loin et atteignent les ganglion rachidiens où elles pourraient se différencier également en cellules gliales satellites et en neurones de type nociceptif. Enfin des migrations plus lointaines le long des nerfs spinaux ont été observées mais le devenir de ces dérivés dans le corps adulte est encore inconnu.

## Devenir
Les cellules des capsules frontières donnent naissance aux cellules de Schwann des racines des nerfs périphériques et crâniens. Ces cellules gliales constituent notamment l'interface entre le système nerveux central et périphérique.
D'autre part, certaines des cellules des capsules frontières donnent naissance à des neurones des ganglions rachidiens. Néanmoins, la particularité de ces neurones au niveau fonctionnel, par rapport à ceux issus "normalement" de la crête neurale, n'a pas encore été étudiée.
Enfin, le devenir de certains dérivés qui migreraient dans l'embryon reste à établir et il se pourrait que ceux-ci constituent des cellules neurales pluripotentes — potentiellement souches — chez l'adulte puisqu'ils dériveraient d'une population pluripotente tardive du système nerveux (les cellules des capsules frontières).